# Anelaphus panamensis
Anelaphus panamensis es una especie de escarabajo longicornio del género Anelaphus, categorizada en la tribu Elaphidiini, de la subfamilia Cerambycinae. Fue descrita por Linsley en 1961.

## Descripción
Mide 13,5-14 mm de longitud.

## Distribución
Se distribuye por Panamá.